# 山上淳子
山上 淳子（やまかみ じゅんこ、1962年3月20日 - ）は、日本のフリーアナウンサー。元札幌テレビ放送アナウンサー。

## 略歴
新潟県西蒲原郡（現燕市）出身。農業を営む家庭に生まれ育ち、ある夏に見たテレビ番組で「スタジオは涼しそうに見えますがそんな事はありません、32度です、皆さんのところと同じです」と視聴者に寄り添った発言をした女性アシスタントを目にしてテレビを身近に感じアナウンサーへの憧れを持つ。
日本大学芸術学部音楽科卒業後の1985年4月に札幌テレビ放送に入社、ラジオ番組「ときめきワイド」や、テレビのローカルワイド「朝6生ワイド」などに出演、1990年秋に結婚退職、後に3児を設ける。
その後はフリーアナウンサーとしてイベント司会や、三角山放送局の番組を担当するほか、STVのラジオ・テレビ通販にも出演している。
趣味は家庭菜園で、実家で好きな野菜を取って食べていた体験から「息子たちにも野菜が育っているところを見せたい」との思いで2003年頃から始め、三角山放送局の番組で共演したJAいしかりの元技術指導員の指導を受けて生産量を高めた。

## 出演番組

### テレビ
- ビバ!札チョンおもいッキリ料理（1988年）[6]
- 淳子の目覚まし時計[7]
- あさ6生ワイド 淳子と慎也の目覚まし時計（1990年4月[7] - 9月[4]）
- STVショッピングどさんこ市場[8]

### ラジオ
STVラジオ
- ザ・リクエスト
- 9時です!リクエストプラザ
- ときめきワイド[1]
- ミュージックスペシャル（1987-88年）[9][10]
- じゅんこのめざまし!ラジオホームショップ![11]

三角山放送局
- おはよう!ママゾネス[3][12]
- 三角山タウンボイス[13]